# Нгют, Жозеф
Жозеф Дьон Нгют (фр. Joseph Dion Ngute; род. 12 марта 1954, Ндиан, Юго-Западный регион) — государственный и политический деятель Камеруна. В январе 2019 года занял должность премьер-министра страны, сменив Филемона Янга.

## Биография
Родился на юго-западе Камеруна в Бонгонг-Баромби. С 1966 по 1971 год учился в «Lycée Bilingue» в Буэа, где сдал на продвинутый уровень экзамена GCE (GCE A-Level). С 1973 по 1977 год учился в аспирантуре Университета Яунде и получил степень по юриспруденции. Затем, с 1977 по 1978 год, обучался в Лондонском университете королевы Марии, где получил степень магистра права. С 1978 по 1982 год обучался по программе доктора права в Уорикском университете в Великобритании.
С 1980 года был профессором в Университете Яунде II. В 1991 году занимал должность директора Высшей школы управления и магистратуры. В 1997 году вошёл в состав правительства, занимая должность представителя министра иностранных дел. В марте 2018 года был назначен министром по особым поручениям при президенте Камеруна.

## Личная жизнь
Происходит из англоязычного юго-западного региона Камеруна (ранее Южный Камерун), а также является вождём местного племени.

## Примечание
1. 1 2  https://www.spm.gov.cm/site/?q=en/content/dion-ngute-joseph
2. ↑  В связи с происхождением из англоязычной в прошлом части Камеруна, возможна передача его имени по правилам английской транскрипции Джозеф Дион Нгуте.
3. 1 2  Dion Ngute appointed as Cameroon's new Prime Minister. Journalducameroun.com (4 января 2019). Дата обращения: 10 января 2019. Архивировано 11 апреля 2020 года.
4. ↑  19, Juin 2012 | Livre |. DION NGUTE Joseph (фр.). Camerlex (19 июня 2012). Дата обращения: 24 июня 2020. Архивировано 10 февраля 2021 года.
5. ↑  Who Is Joseph Dion Ngute, Cameroon's New PM. Cameroon News Agency (4 января 2019). Дата обращения: 10 января 2019. Архивировано из оригинала 10 января 2019 года.
6. ↑  Joseph Dion Ngute appointed Prime Minister of Cameroon. Politicalanalysis.co.za. Дата обращения: 10 января 2019. Архивировано 11 апреля 2020 года.